# Karkal
Karkal (o Karkala) è una città dell'India di 25.118 abitanti, situata nel distretto di Udupi, nello stato federato del Karnataka. In base al numero di abitanti la città rientra nella classe III (da 20.000 a 49.999 persone).

## Geografia fisica
La città è situata a 13° 11' 60 N e 74° 58' 60 E e ha un'altitudine di 80 m s.l.m..

## Società

### Evoluzione demografica
Al censimento del 2001 la popolazione di Karkal assommava a 25.118 persone, delle quali 12.686 maschi e 12.432 femmine. I bambini di età inferiore o uguale ai sei anni assommavano a 2.269, dei quali 1.177 maschi e 1.092 femmine. Infine, coloro che erano in grado di saper almeno leggere e scrivere erano 20.623, dei quali 10.815 maschi e 9.808 femmine.